# 29401 Astérix
29401 Astérix è un asteroide della fascia principale. Scoperto nel 1996, presenta un'orbita caratterizzata da un semiasse maggiore pari a 2,8271709 au e da un'eccentricità di 0,0896722, inclinata di 2,88052° rispetto all'eclittica.
L'asteroide era stato inizialmente battezzato 29401 Asterix per poi essere corretto nella denominazione attuale.
L'asteroide è dedicato all'omonimo personaggio dei fumetti.